# Anders Gustaf Danielsson
Anders Gustaf Danielsson, född 1849, död 1926, var en svensk missionär.
Danielsson tillhörde den första kontingent av missionärer, som 1877 av Evangeliska fosterlandsstiftelsen sändes till Indiens centralprovinser, där han huvudsakligen verkade på stationen Chindwara. Danielsson var en framstående kännare av hindispråket, och hans litterära insatser, särskilt med avseende på revisionen av bibelöversättningen på språket, blev högt skattade.